# Högerrealism
Högerrealism (även känt som New Right Realism, nyklassicism, neopositivism och neokonservatism) är inom kriminologi en konservativ skolbildning som fäster sitt teoretiska fokus vid kontrollmodeller och försöker förklara brottsligheten i relation till graden av anomi. Högerrealismen är en ideologisk motpol till Left Realism (vänsterrealismen).
Skolbildningen har ett rationalistiskt och sociobiologiskt vetenskapligt förhållningssätt i utformningen av politiska förslag som syftar till brottsprevention och kontroll av brottslighet. Framträdande teoretiker inom högerrealismen är Travis Hirschi med sin teori om social kontroll/sociala band och Teorin om självkontroll. Andra är David Matza och Gresham Sykes med neutralisationstekniker och Marcus Felson och Lawrence Cohen med rutinaktivitetsteorin. Följande teorier är centrala inom administrativ kriminologi. 

## Principiella utgångspunkter
1. Att söka förklaringen på brottslighetens orsaker är en distraktion och ett slöseri med tid.
2. Brottsligheten är opåverkad av sociala förhållanden (som fattigdom, ojämlikheter och arbetslöshet): en höjd social standard kommer inte minska brottsligheten.
3. Brottsligheten avgörs inte av sociala förhållanden utan är helt en individs eget verk.
4. Individer väljer att begå brott, varför färre kommer begå brott om staten blir mer effektiv och lämplig i straffmätningen. Strängare straff och hårdare kontroll.
5. Rehabilitering är ett ineffektivt sätt att handgöra med brottslingar.
6. Brottslighet är ett problem, vardagligt och händer hela tiden och allmänhetens rädsla är rationell.
7. Kriminalitet är ett brott mot lagen och lagen är förkroppsligandet av den samhälleliga moralen, som reflekterar absoluta (religiösa) värden av rätt och fel, ont och gott. Brott är angrepp på moralen.
8. Brott kan förebyggas genom stark samhällelig auktoritet och traditionell moral.